# Microxydia pulveraria
Microxydia pulveraria är en fjärilsart som beskrevs av William Schaus 1901. Microxydia pulveraria ingår i släktet Microxydia och familjen mätare. Inga underarter finns listade i Catalogue of Life.